# Venuspassage

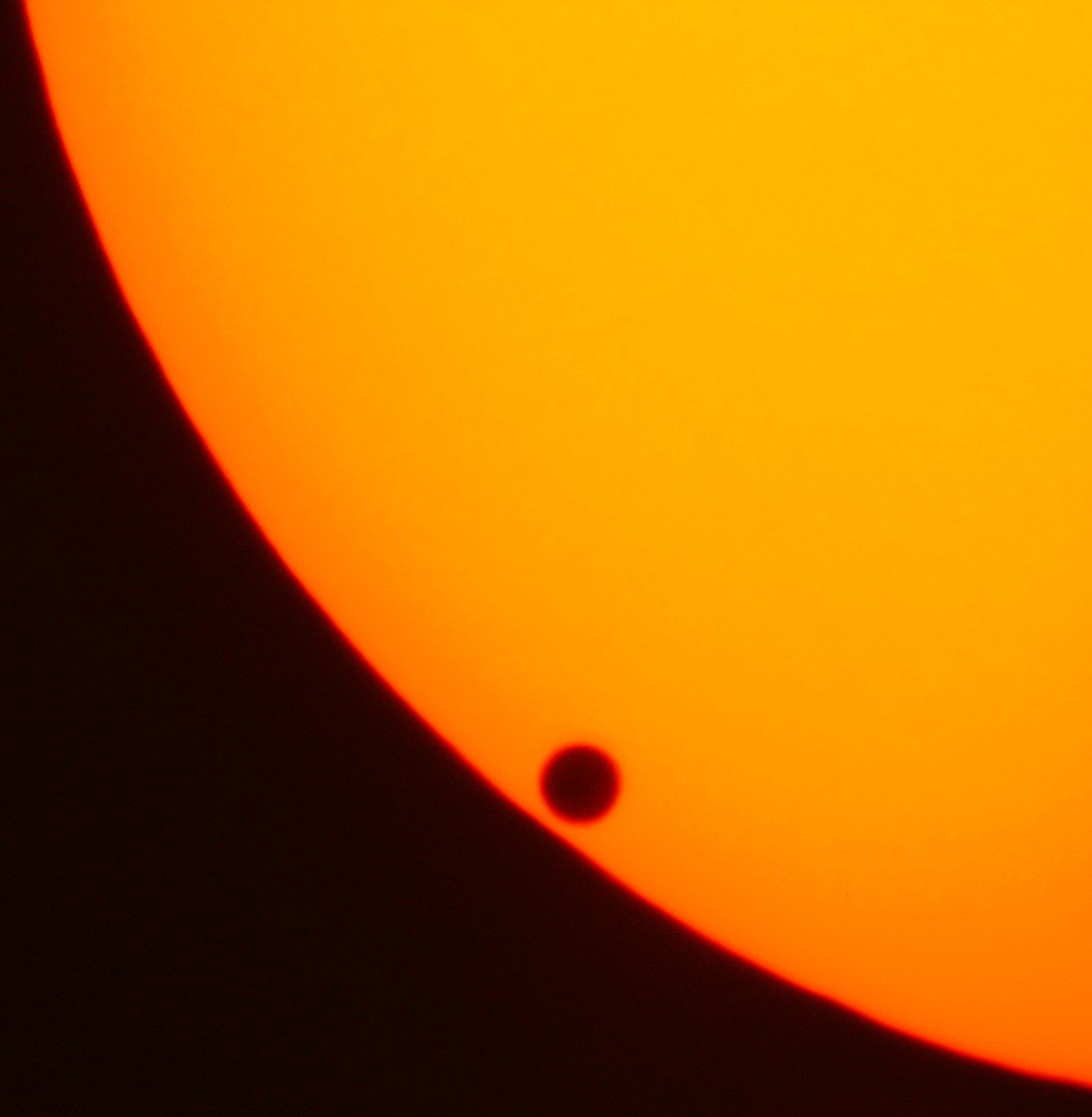
Venuspassagen 8 juni 2004

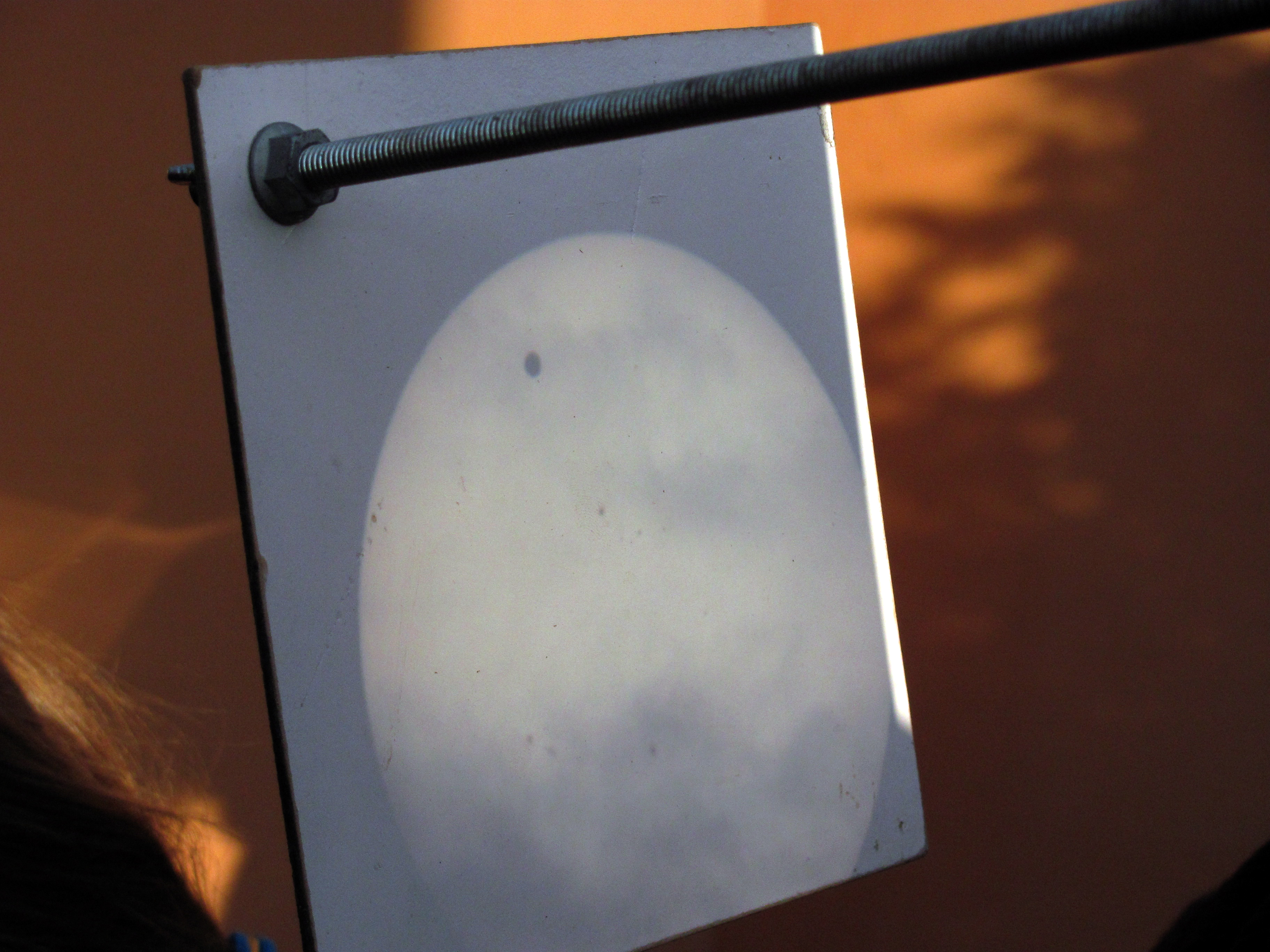
Venuspassagen 6 juni 2012, projicerad vid Observatoriekullen i Stockholm kl 03.31 (UTC)

Venuspassage kallas den astronomiska händelse som inträffar när planeten Venus passerar framför solen sett från jorden eller någon av solsystemets övriga planeter. 
Det inträffar när planeten står i nedre konjunktion, det vill säga när Venus passerar mellan jorden och solen samtidigt som planeternas banplan skär varandra. En Venuspassage från jorden tar cirka 6 timmar. Under passagen kan Venus ses som en liten rund fläck som rör sig över solytan. För att riskfritt kunna betrakta en passage krävs samma sorts försiktighet och hjälpmedel som vid solförmörkelser. Två passager på 1700-talet gjorde det möjligt att beräkna storleken på solsystemet, dessa kunde sedan förbättras vid nästa Venuspassage i slutet av 1800-talet. Nästa Venuspassage inträffar den 11 december 2117.

## Passagernas mönster
Venuspassager är sällsynta och inträffar i ett mönster som upprepas vart 243:e år, med två passager med 8 års mellanrum separerade av tidsintervall på 121,5 respektive 105,5 år. En Venuspassage inträffade den 8 juni 2004 och nästa passage ägde rum 6 juni 2012. Därefter dröjer det till år 2117 innan fenomenet kan beskådas på nytt. Passagen 2012 var den sjunde passagen som människan kunnat iaktta med hjälp av teleskop. De tidigare inträffade 1639, 1761, 1769, 1874, 1882 och 2004.
| Historiska och framtida Venuspassager i närtid | Historiska och framtida Venuspassager i närtid | Historiska och framtida Venuspassager i närtid | Historiska och framtida Venuspassager i närtid | Historiska och framtida Venuspassager i närtid | Historiska och framtida Venuspassager i närtid | Historiska och framtida Venuspassager i närtid                      |
| Datum                                          | År                                             | Klockslag (UTC)                                | Klockslag (UTC)                                | Klockslag (UTC)                                | Passagetid                                     | Anmärkning                                                          |
| Datum                                          | År                                             | Start                                          | Max                                            | Slut                                           | Passagetid                                     | Anmärkning                                                          |
| ---------------------------------------------- | ---------------------------------------------- | ---------------------------------------------- | ---------------------------------------------- | ---------------------------------------------- | ---------------------------------------------- | ------------------------------------------------------------------- |
| 26 maj                                         | 1518                                           |                                                | 01.56                                          |                                                | 6 h 56 min                                     |                                                                     |
| 23 maj                                         | 1526                                           |                                                | 19.11                                          |                                                | 5 h 55 min                                     |                                                                     |
| 7 december                                     | 1631                                           | 03.51                                          | 05.19                                          | 06.47                                          | 2 h 56 min                                     | Förutsedd av Johannes Kepler                                        |
| 4 december                                     | 1639                                           | 14.57                                          | 18.25                                          | 21.54                                          | 6 h 57 min                                     | Första passagen observerad av Jeremiah Horrocks                     |
| 6 juni                                         | 1761                                           | 02.02                                          | 05.19                                          | 08.37                                          | 6 h 35 min                                     |                                                                     |
| 3 juni                                         | 1769                                           | 19.15                                          | 22.25                                          | 01.35                                          | 6 h 20 min                                     | Använd av James Cook för att mäta avståndet mellan solen och jorden |
| 9 december                                     | 1874                                           | 01.49                                          | 04.07                                          | 06.26                                          | 4 h 37 min                                     |                                                                     |
| 6 december                                     | 1882                                           | 13.57                                          | 17.06                                          | 20.15                                          | 6 h 18 min                                     | John Philip Sousa komponerar Transit of Venus March                 |
| 8 juni                                         | 2004                                           | 05.13                                          | 08.20                                          | 11.26                                          | 6 h 03 min                                     |                                                                     |
| 6 juni                                         | 2012                                           | 22.09                                          | 01.29                                          | 04.49                                          | 6 h 40 min                                     | Senaste passagen                                                    |
| 11 december                                    | 2117                                           | 23.58                                          | 02.48                                          | 05.38                                          | 5 h 40 min                                     |                                                                     |
| 8 december                                     | 2125                                           | 13.15                                          | 16.01                                          | 18.48                                          | 5 h 33 min                                     |                                                                     |
| 11 juni                                        | 2247                                           | 08.42                                          | 11.33                                          | 14.25                                          | 5 h 43 min                                     |                                                                     |
| 9 juni                                         | 2255                                           | 01.08                                          | 04.38                                          | 08.08                                          | 7 h 00 min                                     |                                                                     |
| 13 december                                    | 2360                                           | 22.32                                          | 01.44                                          | 04.56                                          | 6 h 24 min                                     |                                                                     |
| 10 december                                    | 2368                                           | 12.29                                          | 14.45                                          | 17.01                                          | 4 h 32 min                                     |                                                                     |
| 12 juni                                        | 2490                                           | 11.39                                          | 14.17                                          | 16.55                                          | 5 h 16 min                                     |                                                                     |
| 10 juni                                        | 2498                                           | 03.48                                          | 07.25                                          | 11.02                                          | 7 h 14 min                                     |                                                                     |

Det var den tyske astronomen Johannes Kepler som först beräknade planeternas banor och rörelser och därmed förutsåg fenomenet Venuspassage. Kepler, som dog 1630, fick inte själv uppleva någon passage.
Normalt när Jorden och Venus står i konjunktion, d.v.s när de passerar varandra på sina banor runt solen, bildar de ingen linje med solen, eftersom planeternas banor inte ligger i samma plan, utan bildar en vinkel på 3,4°. Endast då passagen sker nära den punkt där banornas plan skär varandra inträffar en Venuspassage. Även om 3,4° kan verka litet, innebär detta att Venus kan befinna sig så mycket som 9,6° från solen vid nedre konjunktion. Eftersom solens vinkeldiameter är ungefär en halv grad innebär detta att Venus kan befinna sig så mycket som 18 soldiametrar från solen vid konjunktion.
Mönstret upprepar sig vart 243:e år därför att 243 sideriska år är 365,25636*243 = 88757,3 dagar och på samma tid hinner Venus rotera 395 varv runt solen (Venus omloppstid är 224,701 dagar. 224,701*395 = 88756,9 dagar). Det betyder att efter denna tid befinner sig Jorden och Venus åter på nästan samma plats i förhållande till varandras omloppsbanor.
Mönstret med 105,5, 8, 121,5 och 8 års mellanrum gäller för närvarande, men är inte det enda möjliga under 243-års-cykeln. Före 1518 skedde passagerna med 8, 113,5 och 121,5 års mellanrum, och före år 546 skedde passagerna alltid med 121,5 års mellanrum. Det nuvarande mönstret kommer att fortgå till år 2846 då det kommer att ersättas med ett mönster av 8, 105,5 och 129,5. Cykeln på 243 år är alltså relativt stabil, medan antalet passager, och mellanrummet mellan dem under cykeln varierar med tiden.
År 3836 f.Kr. passerade Venus över solskivans mittpunkt. Nästa gång detta sker är 6872.

## Vetenskaplig betydelse
Bortsett från dess sällsynthet är den huvudsakliga anledningen till astronomernas intresse för Venuspassager att de kan användas för att bestämma den absoluta storleken på solsystemet. Genom att observera passagen från två vitt skilda platser på jorden och så noggrant som möjligt mäta de små skillnaderna i tidpunkten för antingen passagens start eller slut, går det att med parallaxberäkningar komma fram till avståndet till Venus och solen.
Även om 1600-talets astronomer kunde beräkna det relativa avståndet mellan solsystemets planeter uttryckt i avståndet mellan Jorden och solen, det som sen kom att kallas astronomisk enhet, var de absoluta värdena på dessa avstånd endast ungefärligt kända.
Moderna mätningar med utnyttjande av radar och satelliter har gjort Venuspassagerna mindre intressanta för beräkningar av den astronomiska enheten.

## Venuspassagerna 1631 och 1639
Johannes Kepler var den första som förutsade Venuspassagen 1631, men den observerades aldrig eftersom hans beräkningar inte var tillräckligt exakta för att förutse det faktum att passagen inte var observerbar från större delen av Europa.
Den förste som observerade en Venuspassage var Jeremiah Horrocks 4 december 1639. Observationerna gjordes från hans hem i Preston i England. Även Horrocks vän William Crabtree observerade passagen från Salford nära Manchester. Kepler hade förutsagt passager 1631 och 1761, men när Horrocks justerade beräkningarna för Venus bana insåg han att en passage även skulle inträffa 1639 fast han var osäker på den exakta tidpunkten. Efter att ha observerat solen under större delen av dagen hade han slutligen turen att iaktta passagen i en tillfällig lucka i molntäcket strax före solnedgången. Observationen publicerades inte förrän 1666, långt efter hans död och Horrocks beräkningar av storleken på solsystemet blev bara ungefär halva den riktiga.

## Venuspassagerna 1761 och 1769
På förslag från Edmund Halley utnyttjades passagerna 1761 och 1769 för att utföra noggranna mätningar så att man relativt exakt kunde fastställa storleken på den astronomiska enheten med hjälp av parallaxberäkningar. Ett antal expeditioner sändes ut till olika delar av världen för att säkerställa möjligheten till observationerna, ett av de första exemplen på internationellt vetenskapligt samarbete. En av de observationer som genomfördes under Venuspassagen 1769, utfördes på Tahiti av James Cook under dennes första resa i Stilla havet.
Baserat på observationer av passagen 1761 från Sankt Petersburg, föreslog Michail Lomonosov att Venus var omgiven av en tjock atmosfär. Man antog länge att denna atmosfär var orsaken till den "black drop effect" som försvårade den exakta observationen av start- och sluttidpunkten för passagen över solytan. Man vet emellertid numera att detta fenomen är en rent optisk effekt och till exempel även kan observeras då Merkurius passerar solen, trots att denna planet helt saknar atmosfär.

## Venuspassagerna 1874 och 1882

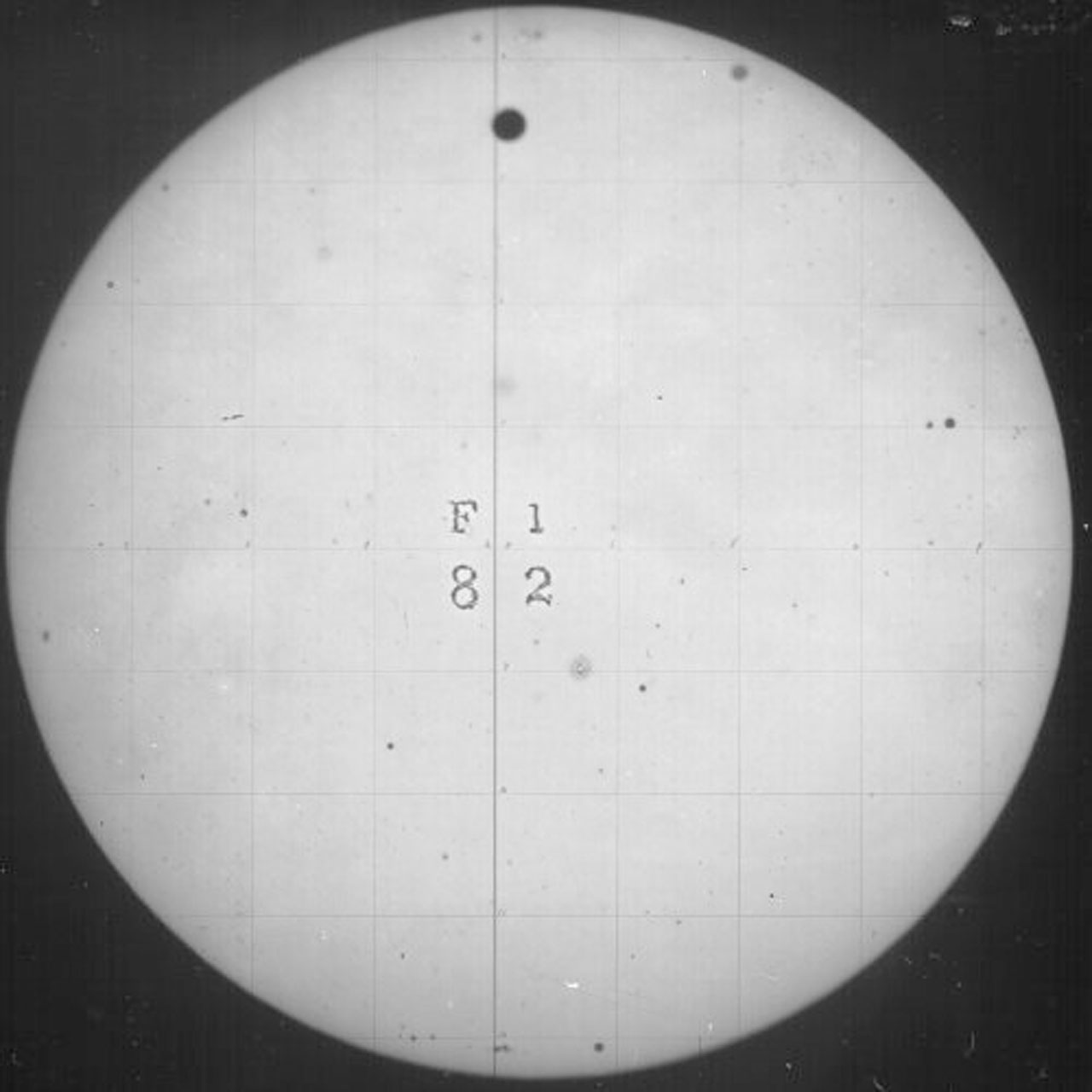
1882 års Venuspassage

Även under Venuspassagerna på 1800-talet begav sig astronomer ut på observationsexpeditioner. Till sin hjälp hade astronomerna nu förutom bättre teleskop dessutom fotografiet.

## Venuspassagerna 2004 och 2012
Venuspassagen 2004 tilldrog sig dock ett visst astronomiskt intresse eftersom den utnyttjades för att förfina mätmetoder för att studera exakt hur solljuset försvagades under passagen. Tanken är att resultaten ska användas vid sökandet efter planeter runt andra stjärnor. Nuvarande metoder för vid detta sökande utnyttjar huvudsakligen den lilla påverkan som planeterna har på stjärnans egen rörelse och fungerar endast då planeterna har relativt stor massa. Mätningar av variationer i stjärnors ljusstyrka skulle kunna göras mer känsliga och därför möjliggöra upptäckten även av mindre planeter.
Passagen år 2004 behandlades dessutom utförligt i massmedia, och skolklasser gjorde observationer och beräkningar med syftet att visa nyttan av planlagda försök. Flera observatorier och amatörklubbar hade förevisning och föredrag om och i samband med Venuspassagerna.
Nedan visas tidtabellen på några orter för Venuspassagerna 2004 respektive 2012. Tiderna är angivna i UTC. Ingress 1 är när skivornas ränder möts vid inträdet, ingress 2 när hela skivan har inträtt och egress 1 och 2 innebär att venus rand möter solens rand i utträdet respektive är helt utanför solskivan.
| Tidtabellen på några orter för Venuspassagen 8 juni 2004 | Tidtabellen på några orter för Venuspassagen 8 juni 2004 | Tidtabellen på några orter för Venuspassagen 8 juni 2004 | Tidtabellen på några orter för Venuspassagen 8 juni 2004 | Tidtabellen på några orter för Venuspassagen 8 juni 2004 | Tidtabellen på några orter för Venuspassagen 8 juni 2004 |
| Ort                                                      | Ingress 1                                                | Ingress 2                                                | Mittpunkt                                                | Egress 1                                                 | Egress 2                                                 |
| -------------------------------------------------------- | -------------------------------------------------------- | -------------------------------------------------------- | -------------------------------------------------------- | -------------------------------------------------------- | -------------------------------------------------------- |
| Novosibirsk                                              | 05:16:21                                                 | 05:35:47                                                 | 08:17:41                                                 | 11:00:08                                                 | 11:19:41                                                 |
| Adelaide                                                 | 05:08:05                                                 | 05:26:47                                                 | --                                                       | --                                                       | –                                                        |
| Peking                                                   | 05:13:12                                                 | 05:32:23                                                 | 08:15:02                                                 | 10:59:24                                                 | 11:19:00                                                 |
| Delhi                                                    | 05:16:09                                                 | 05:35:13                                                 | 08:18:05                                                 | 11:01:34                                                 | 11:20:46                                                 |
| Teheran                                                  | 05:18:27                                                 | 05:37:45                                                 | 08:20:28                                                 | 11:02:44                                                 | 11:21:56                                                 |
| Moskva                                                   | 05:18:50                                                 | 05:38:28                                                 | 08:20:36                                                 | 11:02:06                                                 | 11:21:34                                                 |
| Berlin                                                   | 05:19:42                                                 | 05:39:29                                                 | 08:22:06                                                 | 11:03:27                                                 | 11:22:55                                                 |
| Stockholm                                                | 05:19:12                                                 | 05:39:00                                                 | 08:21:19                                                 | 11:02:38                                                 | 11:22:11                                                 |
| New York                                                 | --                                                       | --                                                       | --                                                       | 11:05:54                                                 | 11:25:52                                                 |
| Panama City                                              | --                                                       | --                                                       | --                                                       | 11:09:35                                                 | 11:29:25                                                 |

| Tidtabellen på några orter för Venuspassagen 6 juni 2012 | Tidtabellen på några orter för Venuspassagen 6 juni 2012 | Tidtabellen på några orter för Venuspassagen 6 juni 2012 | Tidtabellen på några orter för Venuspassagen 6 juni 2012 | Tidtabellen på några orter för Venuspassagen 6 juni 2012 | Tidtabellen på några orter för Venuspassagen 6 juni 2012 |
| Ort                                                      | Ingress 1                                                | Ingress 2                                                | Mittpunkt                                                | Egress 1                                                 | Egress 2                                                 |
| -------------------------------------------------------- | -------------------------------------------------------- | -------------------------------------------------------- | -------------------------------------------------------- | -------------------------------------------------------- | -------------------------------------------------------- |
| Novosibirsk                                              | 22:07:12                                                 | 22:24:59                                                 | 01:30:39                                                 | 04:34:37                                                 | 04:52:05                                                 |
| Adelaide                                                 | 22:16:01                                                 | 22:34:08                                                 | 01:30:59                                                 | 04:27:00                                                 | 04:44:58                                                 |
| Peking                                                   | 22:09:53                                                 | 22:27:40                                                 | 01:30:32                                                 | 04:31:51                                                 | 04:49:20                                                 |
| Delhi                                                    | --                                                       | --                                                       | 01:32:19                                                 | 04:34:57                                                 | 04:52:25                                                 |
| Teheran                                                  | --                                                       | --                                                       | 01:31:59                                                 | 04:36:49                                                 | 04:54:19                                                 |
| Moskva                                                   | --                                                       | --                                                       | 01:30:30                                                 | 04:36:38                                                 | 04:54:10                                                 |
| Berlin                                                   | --                                                       | --                                                       | --                                                       | 04:37:13                                                 | 04:54:50                                                 |
| Stockholm                                                | --                                                       | --                                                       | --                                                       | 04:36:43                                                 | 04:54:19                                                 |
| New York                                                 | 22:03:39                                                 | 22:21:18                                                 | --                                                       | --                                                       | --                                                       |
| Panama City                                              | 22:05:19                                                 | 22:23:06                                                 | --                                                       | --                                                       | --                                                       |

## Kuriosa
Endast fem timmar efter Venuspassagen 1769 inträffade en total solförmörkelse.

### Venuspassager framför Jupiter
Kommande Venuspassager framför Jupiter sedda från jorden:
- 22 november 2065
- 14 september 2123

### Jordenpassager sedda från Mars
Den 11 maj 1984 passerade jorden över solskivan för en teoretisk betraktare på planeten Mars. Jordenpassagen tog ca åtta timmar. Månens passage började sex timmar efter jordens, så under två timmar syntes både jorden och månen som små prickar på solskivan.  År 1971 skrev Arthur C. Clarke novellen Transit of Earth vilken handlar om en övergiven astronaut på Mars som till Bachmusik observerar denna passage strax innan hans syre tar slut.
Senaste och kommande jordpassager sedda från Mars:
- 11 maj 1984
- 10 november 2084
- 15 november 2163
- 10 maj 2189
- 13 maj 2268